# Te lucis ante terminum

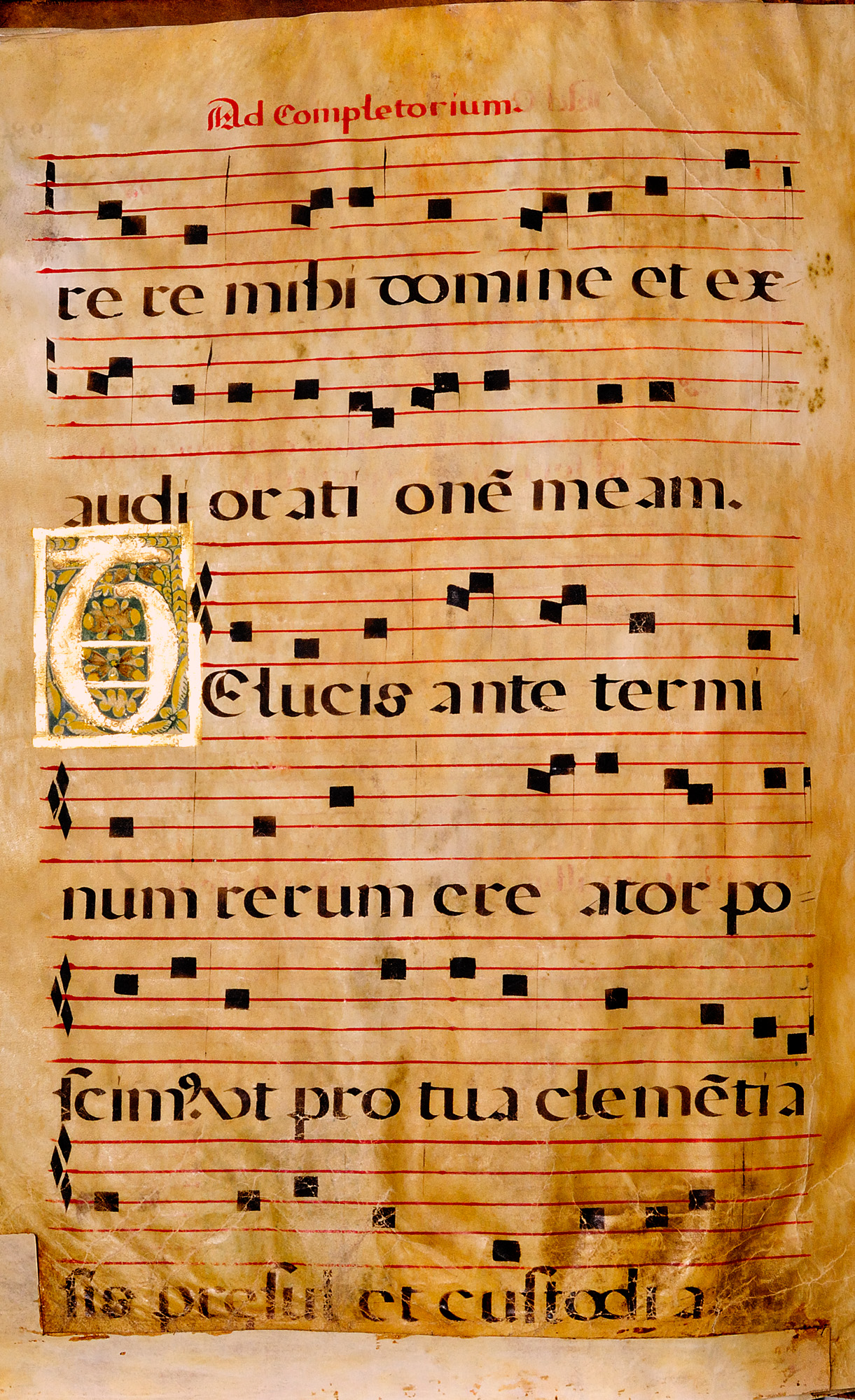
Te lucis (UBC Library).

Te lucis ante terminum, alla lettera  Te prima del termine della luce, sono le prime parole dell'inno liturgico latino che la Chiesa cattolica recita a Compieta, l'ora canonica che segna la fine della giornata, dopo il tramonto.

## Contenuto
Con questa preghiera ci si rivolge al Creatore di tutte le cose perché allontani gli incubi notturni.

## Testo latino
Te lucis ante terminum

Rerum Creator poscimus,

Ut pro tua clementia,

Sis praesul et custodia.

Procul recedant somnia,

Et noctium phantasmata;

Hostemque nostrum comprime,

Ne polluantur corpora.

Praesta, Pater piissime,

Patrique compar Unice,

Cum Spiritu Paraclito

Regnans per omne saeculum. Amen.
Nella Liturgia monastica delle Ore, in particolare quello adottata dalla comunità monastica di Praglia, ecco come viene riportato l'inno di Compieta: 
Te lucis ante terminum

Rerum Creator poscimus,

Ut solita clementia,

Sis praesul ad custodiam.

Te corda nostra somnient,

te per soporem sentiant,

tuamque semper gloriam

vicina luce concinant.

Vitam salubrem tribue,

nostrum calorem refice,

taetram noctis caliginem

tua collustret claritas.

Praesta, Pater omnipotens,

per Iesum Christum Dominum,

qui tecum in perpetuum

regnat cum Sancto Spiritu. Amen.

## Testo italiano
Ecco il testo italiano della preghiera, adottato dopo il Concilio Vaticano II:
Dona a noi salute, fervore allo spirito; 
la tua luce rischiari le ombre della notte. 
Nel sonno delle membra, fedele resti il cuore, 
e al ritorno dell'alba intoni la tua lode. 
Sia onore al Padre e al Figlio, sia lode al Santo Spirito; 
al Dio trino ed unico in eterno sia gloria. Amen.»

## Composizione
Quanto alla composizione, lo si ritiene risalente al IV secolo ed è da un'antica tradizione attribuito a Sant'Ambrogio, attribuzione però contestata da un insigne esperto come Luigi Biraghi. L'inno deve essere stato comunque composto su influenza degli inni di Sant'Ambrogio.

## Curiosità
- Dante Alighieri nel Canto VIII del Purgatorio fa cantare alle anime, prima della notte, questo inno.